# Bohusleden
Bohusleden er en 370 kilometer lang vandresti, der løber gennem Bohuslän fra Strömstad til Lindome. Initiativet til stien blev taget af brødrene Erik og Folke Heder, lokalt aktive i Friluftsfrämjandet.
Fra Kungälv går stien over Romelanda til Grandalen og videre over Svartedalen. Stien går gennem Tanums kommune i øst over Tormoserödsfjället og Kynnefjäll, som er et vidtstrakt vildmarksområde. Stien følger urfjeld, sparsomt bevoksede moser og delvist uberørte skove, og passerer mange ensomt beliggende, beboede fjeldgårde og landsbyruiner. Langs stien er der flere læhegn.
Bohusleden er et samarbejde mellem Friluftsfrämjandet, kommunerne, Landstinget, Länsstyrelsen og Skogsvårdsstyrelsen i Göteborg og Bohuslän. Västkuststiftelsen har et koordineringsansvar for Bohusledens vedligeholdelse.
Siden midten af 2000'erne har Bohusleden indgået i et større europæisk netværk af vandrestier, der tilsammen kaldes Nordsøstien (på dansk) og er en del af det EU-støttede NAVE North Sea Trail-projekt.

## Etaper
1. Blåvättnerna – Stensjön
2. Stensjön – Skatås
3. Skatås – Kåsjön
4. Kåsjön – Jonsered
5. Jonsered – Angereds kyrka
6. Angereds kyrka – Fontin
7. Fontin – Grandalen
8. Grandalen – Bottenstugan
9. Bottenstugan – Lysevatten
10. Lysevatten – Hasteröd
11. Hasteröd – Vassbovik
12. Vassbovik – Glimmingen
13. Glimmingen – Bovik
14. Bovik – Metsjö
15. Metsjö – Kaserna
16. Kaserna – Harska
17. Harska – Svarteborg
18. Svarteborg – Lunden
19. Lunden – Vaktarekullen
20. Vaktarekullen – Holmen
21. Holmen – Daletjärnen
22. Daletjärnen – Nornäs
23. Nornäs – Vassbotten
24. Vassbotten – Håvedalen
25. Håvedalen – Krokstrand
26. Krokstrand – Högstad
27. Högstad – Strömstad